# Yorke
Yorke (ang. Yorke Peninsula) – półwysep na południowym wybrzeżu Australii, w stanie Australia Południowa. Opływają go Zatoka Spencera na zachodzie, Zatoka Świętego Wincentego na wschodzie i cieśnina Investigator Strait na południu (Ocean Indyjski).
Półwysep liczy około 190 km długości (260 km licząc od Przylądka Spencera do miasta Port Pirie) i do 56 km szerokości. Najwyższe wzniesienie znajduje się na wysokości około 120 m n.p.m.
Półwysep odkryty został w 1802 roku przez brytyjskiego żeglarza Matthew Flindersa, który nadał mu nazwę na cześć polityka Charlesa Philipa Yorke.
Teren półwyspu wykorzystywany jest rolniczo (uprawa jęczmienia i pszenicy). Prowadzona jest tu produkcja soli morskiej oraz wydobycie wapienia i gipsu.
Na krańcu półwyspu znajduje się Park Narodowy Innes. Główną miejscowością jest miasto portowe Wallaroo.